# Kuhitska Volea, Zaricine
Kuhitska Volea (în ucraineană Кухітська Воля) este localitatea de reședință a comunei Kuhitska Volea din raionul Zaricine, regiunea Rivne, Ucraina.

## Demografie
Componența lingvistică a localității Kuhitska Volea
     Ucraineană (99,85%)
     Alte limbi (0,15%)
Conform recensământului din 2001, majoritatea populației localității Kuhitska Volea era vorbitoare de ucraineană (99,85%), existând în minoritate și vorbitori de alte limbi.